# Битка код Дијен Бијен Фуа
Битка код Дијен Бијен Фуа или опсада Дијен Бијен Фуа је вођена од 13. марта до 7. маја 1954. године између француских колонијалних снага у данашњем Вијетнаму са једне и трупа Вијетмина са друге стране. Окончала се одлучном победом комунистичких револуционара и сматра се пресудном за њихову коначну победу у тзв. првом рату у Индокини и протеривање Француза са простора данашњег Вијетнама.
Битка заправо представља опсаду француске војне базе, која је подигнута код Дијен Бијен Фуа у циљу прекидања линија снабдевања снага Вијетмина и спровођења њиховог потпуног уништења. Сама база је подигнута у равници окруженој брдима, а њено снабдевање је вршено ваздушним путем. Французи су сматрали да снаге Вијетмина, као превасходно герилска војна формација, неће бити у стању да искористе околна узвишења за размештање тешке артиљерије и противавионских топова и на тај начин нападну њихову базу. Командант снага Вијетмина, генерал Во Нгујен Ђап, је искористио управо ту претпоставку Француза, опколио их и запосео околне висове, на које је потом извукао тешку артиљерију, након чега је отпочео са бомбардовањем војне базе праћеног сталним пешадијским нападима на њу уз подршку Каћуша. Французи су покушали да одбране своје положаје користећи се ваздушним путем за дотурање помоћи и додатних трупа, али су временом контингенти који су пристизали постали недовољни и након двомесечне опсаде целокупна база је заузета, а скоро 11.000 Француза (према извештају француске војске) је заробљено.